# Mycedium tuediae
Espèce
Mycedium tuediae est une espèce de coraux appartenant à la famille des Merulinidae.